# 兵部卿宮
兵部卿宮（ひょうぶきょうのみや）は、物語に登場する、本名のわからない架空の皇子の便宜上の名称。代表的な例として、『源氏物語』に登場する親王が3人いる。
1. 先帝の皇子、藤壺中宮の兄。紫の上の父。後述。
2. 桐壺帝の皇子、光源氏の異母弟。蛍兵部卿宮を参照。
3. 今上帝の第三皇子。「匂兵部卿宮」とも呼ばれる。匂宮を参照。

兵部卿宮（ひょうぶきょうのみや）は、紫式部が著した小説『源氏物語』に登場する架空の人物である。（後に朝顔の斎院の父・桃園式部卿宮死去をうけて式部卿宮となる）
先帝の皇子であり、藤壺中宮の兄である。
高貴な出自の北の方との間に二人の娘があり、恐らく同腹と思われる息子も四人いる。この他、側室（按察大納言の娘）との間に一女（のちの紫の上）をもうけたが、北の方がこれを憎んだため、側室が亡くなった後も滅多に訪れなかった。そのため娘を光源氏に略奪され、後に妻となったことを知らされてから音信を復活する。しかし源氏の失意時代には権力者を憚って、実父でありながら紫の上をも見捨てて源氏の不興を買い、源氏の復帰後は終わり、また同腹の長女（髭黒の北の方）も、夫を源氏の養女である玉鬘に奪われる。さらに長女と共に引き取った孫の真木柱も、のち蛍兵部卿宮と結婚したもののうまくいかないほか、同腹の次女（髭黒の北の方の妹）は王女御（おうのにょうご）として冷泉帝のもとに入内したものの寵愛は秋好中宮に及ぶことなく中宮の座を逃すなど、家庭は不幸であった。